# Paulo Roberto da Silva
Paulo Roberto da Silva (Lavras, 26 marzo 1987) è un calciatore brasiliano, centrocampista svincolato.

## Caratteristiche tecniche
È un mediano.

## Palmarès

### Competizioni statali
- Campionato Catarinense: 1

Figueirense: 2014
- Campionato paulista: 1

Corinthians: 2017

### Competizioni nazionali
- Campionato brasiliano: 1

Corinthians: 2017